# Costaticella benecostata
Costaticella benecostata är en mossdjursart som först beskrevs av Levinsen 1909.  Costaticella benecostata ingår i släktet Costaticella och familjen Catenicellidae. Inga underarter finns listade i Catalogue of Life.